# Amithao incerta
Amithao incerta är en skalbaggsart som beskrevs av Hippolyte Louis Gory och Achille Rémy Percheron 1833. Amithao incerta ingår i släktet Amithao och familjen Cetoniidae. Inga underarter finns listade i Catalogue of Life.